# Цята (річка)
Цята (рос. Цата) — річка в Росії й Україні, у Злинковському, Климовському й Сновському районах Брянської й Чернігівської областей. Права притока Снові (басейн Дніпра).

## Опис
Довжина річки 28 км., похил річки — 0,43 м/км. Площа басейну 990 км².

## Розташування
Бере початок на північному сході від Кожанівки. Тече переважно на південний захід і на південномузаході від Клюсів впадає у річку Снов, праву притоку Десни.
Населені пункти вздовж берегової смуги: Баранівка, Рудня-Цата, Зелений Кут, Іванівка.